# Vasco Ribeiro
Vasco Ribeiro (n. 22 de novembro de 1994, Cascais) é um surfista profissional português. Atualmente ele está participando do Circuito de Qualificação Masculino da WSL, mais conhecido como QS, que permite que 10 surfistas a cada ano se classifiquem para a competição principal, o Championship Tour. Em 2014, o Vasco venceu o Campeonato do Mundo de Surf de Juniores de 2014, tornando-se no primeiro campeão mundial júnior português de surf. 

## Carreira

### WSL World Championship Tour
| Torneio                    | 2015     | 2016 | 2017     |
| -------------------------- | -------- | ---- | -------- |
| Quiksilver Pro Gold Coast  | -        | -    | -        |
| Rip Curl Pro               | -        | -    | -        |
| Margaret River Pro         | -        | -    | -        |
| Rio Pro                    | -        | -    | -        |
| Fiji Pro                   | -        | -    | -        |
| J-Bay Open                 | -        | -    | -        |
| Billabong Pro Teahupoo     | -        | -    | -        |
| Hurley Pro em cavaletes    | -        | -    | -        |
| Quiksilver Pro França      | -        | -    | -        |
| MEO Rip Curl Pro Portugal  | 3ª       | DNQ  | 13º      |
| Billabong Pipeline Masters | -        | -    | -        |
| Classificação              | 38º      | DNC  | 39º      |
| Ganhos                     | $ 20.000 | $ 0  | $ 11.500 |